# Sisyra indica
Sisyra indica is een insect uit de familie sponsvliegen (Sisyridae), die tot de orde netvleugeligen (Neuroptera) behoort. 
Sisyra indica is voor het eerst wetenschappelijk beschreven door Needham in 1909.